# Una triste melodía
«Una triste melodía» es una canción de No Te Va Gustar del álbum Todo es tan inflamable, compuesta por Emiliano Brancciari.
Es una canción que forma parte del disco Todo es tan inflamable, es escrita por el cantante Emiliano Brancciari, quien la escribe después de la ruptura de una relación expresando el sentimiento, el dolor y el estado en la cual nos deja ese final.